# Distrito de Dielsdorf
Dielsdorf é um distrito da Suíça, localizado no cantão de Zurique. Tem 152,73 km² de área e sua população em 2019 foi estimada em 91.313 habitantes. Sua sede é a comuna de Dielsdorf.

## Comunas
Dielsdorf está composto por um total de 22 comunas:
| Código | Comuna         | População (31 de dezembro de 2019) | Área em km² | SFSO número |
| ------ | -------------- | ---------------------------------- | ----------- | ----------- |
| 8164   | Bachs          | 592                                | 9.12        | 0081        |
| 8113   | Boppelsen      | 1.432                              | 3.94        | 0082        |
| 8107   | Buchs          | 6.565                              | 5.87        | 0083        |
| 8108   | Dällikon       | 4.177                              | 4.50        | 0084        |
| 8114   | Dänikon        | 1.861                              | 2.80        | 0085        |
| 8157   | Dielsdorf      | 5.966                              | 5.86        | 0086        |
| 8115   | Hüttikon       | 952                                | 1.60        | 0087        |
| 8173   | Neerach        | 3.175                              | 6.01        | 0088        |
| 8172   | Niederglatt    | 4.993                              | 3.62        | 0089        |
| 8155   | Niederhasli    | 9.345                              | 11.24       | 0090        |
| 8166   | Niederweningen | 3.073                              | 6.88        | 0091        |
| 8154   | Oberglatt      | 7.228                              | 8.29        | 0092        |
| 8165   | Oberweningen   | 1.790                              | 4.86        | 0093        |
| 8112   | Otelfingen     | 2.982                              | 7.23        | 0094        |
| 8158   | Regensberg     | 469                                | 2.39        | 0095        |
| 8105   | Regensdorf     | 18.540                             | 14.62       | 0096        |
| 8153   | Rümlang        | 8.233                              | 12.39       | 0097        |
| 8165   | Schleinikon    | 758                                | 5.65        | 0098        |
| 8165   | Schöfflisdorf  | 1.377                              | 4.05        | 0099        |
| 8174   | Stadel         | 2.293                              | 12.85       | 0100        |
| 8162   | Steinmaur      | 3.609                              | 9.39        | 0101        |
| 8187   | Weiach         | 1.903                              | 9.57        | 0102        |
|        | Total          | 91.313                             | 152.73      | 0104        |